# Boris Melnikov
Boris Melnikov, född 16 maj 1938 i Leningrad, död 5 februari 2022 i Sankt Petersburg, var en rysk fäktare, tävlande för Sovjetunionen.
Melnikov blev olympisk guldmedaljör i sabel vid sommarspelen 1964 i Tokyo.